# Kirch (månkrater)
För andra betydelser, se Kirch.
Kirch är en nedslagskrater på månen. Kirch har fått sitt namn efter den tyske astronomen Gottfried Kirch.
Kratern har en diameter på ungefär 11 km.

## Satellitkratrar
| Kirch | Latitud | Longitud | Diameter |
| ----- | ------- | -------- | -------- |
| E     | 36.5° N | 6.9° V   | 3 km     |
| F     | 38.0° N | 6.0° V   | 4 km     |
| G     | 37.4° N | 8.1° V   | 3 km     |
| H     | 39.0° N | 7.0° V   | 3 km     |
| K     | 39.2° N | 4.0° V   | 3 km     |
| M     | 39.5° N | 9.9° V   | 3 km     |